# Burkina Faso na Mistrzostwach Świata w Lekkoatletyce 2015
Burkina Faso na Mistrzostwach Świata w Lekkoatletyce 2015 – reprezentacja Burkiny Faso podczas Mistrzostw Świata w Pekinie liczyła 2 zawodników.

## Występy reprezentantów Burkiny Faso

### Mężczyźni
| Konkurencja | Zawodnik             | Eliminacje | Eliminacje | Finał    | Finał   |
| Konkurencja | Zawodnik             | Rezultat   | Pozycja    | Rezultat | Pozycja |
| ----------- | -------------------- | ---------- | ---------- | -------- | ------- |
| Trójskok    | Fabrice Zango Hugues | NM         | NM         | NQ       | NQ      |

### Kobiety
| Siedmiobój   | Siedmiobój         | Siedmiobój | Siedmiobój | Siedmiobój |
| Zawodniczka  | Konkurencja        | Wynik      | Punkty     | Pozycja    |
| ------------ | ------------------ | ---------- | ---------- | ---------- |
| Marthe Koala | Bieg na 100 m p.pł | DNF        | 0          | 33.        |
| Marthe Koala | Skok wzwyż         | DNS        | DNS        | DNS        |
| Marthe Koala | Pchnięcie kulą     | –          | –          | –          |
| Marthe Koala | Bieg na 200 m      | –          | –          | –          |
| Marthe Koala | Skok w dal         | –          | –          | –          |
| Marthe Koala | Rzut oszczepem     | –          | –          | –          |
| Marthe Koala | Bieg na 800 m      | –          | –          | –          |
| Razem        | Razem              | Razem      | DNF        | DNF        |